# Victor Teschendorff

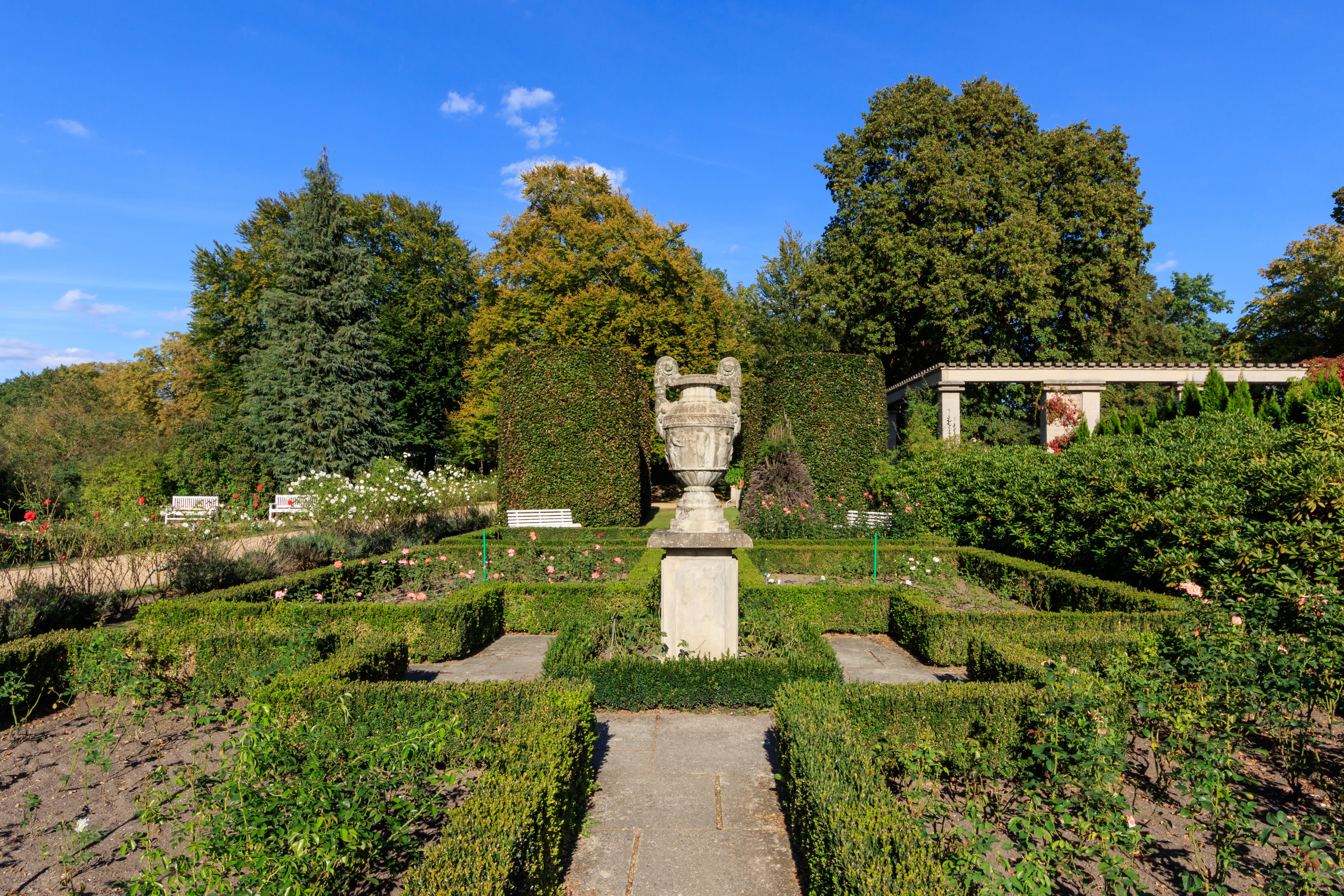
Teschendorffgarten in Forst (Lausitz)

Victor Hermann Teschendorff (* 2. Dezember 1877 in Königsberg; † 3. Oktober 1960 in Cossebaude) war ein deutscher Unternehmer. Er war Gärtner, Rosenzüchter (fünf eingetragene neue Sorten) sowie Kommunalpolitiker und wurde weltbekannt durch seine Rosenkulturen.

## Leben
Victor Teschendorff stammte aus Königsberg in Ostpreußen, wo er die Schule besuchte. 1894 nahm er eine Gärtnerlehre bei der Firma Rathke & Sohn in der Stadt Praust bei Danzig auf. Nach zweijährigem Besuch beendete er im Jahre 1900 erfolgreich das Studium an der Höheren Gartenlehranstalt in Geisenheim. Daraufhin fand er eine Anstellung als Erster Gehilfe in der Baumschule Klenert im österreichischen Graz, später wechselte er an eine Baumschule in Olivet in Frankreich. 1902 kehrte er in das Deutsche Reich zurück und arbeitete in einer Baumschule. Kurz darauf wurde er Erster Obergärtner in einer Baumschule in Schöllschütz in Mähren.
1904 übernahm er die Firma Bernhard Hähnel in Dresden-Reick, die er kurz darauf nach Cossebaude verlegte. Dadurch wurde er zum Besitzer einer der größten Baum- und Rosenschulen Deutschlands.
Teschendorff organisierte mehrere Rosenausstellungen und war Mitglied zahlreicher Kommissionen, darunter im Bund deutscher Baumschulenbesitzer, und im Präsidium des Vereins Deutscher Rosenfreunde. 
Im Alter von 70 Jahren 1947 gab er die Firmenleitung in die jüngeren Hände seines Schwiegersohnes Fritz Paul Haenchen (1907–1986) und zog sich in den Ruhestand zurück. Die Firma wurde 1972 in der DDR verstaatlicht und nach der deutschen Wiedervereinigung im Jahr 1990 wieder reprivatisiert. Die Victor Teschendorff KG Garten-Center beging 2004 feierlich ihr 100-jähriges Bestehen. Am Jahresende 2007 stellte sie ihre Tätigkeit ein, wodurch in Cossebaude nach über 100 Jahren eine Gartenbautradition ihr Ende fand.
Victor Teschendorff engagierte sich auch auf kommunalpolitischer Ebene und war jahrelanges Mitglied des Gemeinderates in Cossebaude.
Er starb am 3. Oktober 1960 im Alter von 82 Jahren in Cossebaude.

## Familie
Aus der Heirat mit Agnes Elisabeth Erna geborene Bornemann (1884–1968) im Jahr 1908 gingen zwei Töchter und der im Zweiten Weltkrieg gefallene Sohn Werner Teschendorff (1921–1944) hervor, nachdem die Rose ‘Werner Teschendorff’ benannt ist.

## Werk und Bedeutung
Bereits 1913 stellte Teschendorff zahlreiche Rosen in Forst in der Niederlausitz aus.
1928 züchtete er die Polyantha-Hybride ‘Teschendorffs Jubiläumsrose’. Er brachte eine Reihe von weiteren Züchtungen in den Handel, wobei er vor allem Rosensorten von speziellen Liebhaberzüchtern einführte. Die Rosensorten ‘Cossebauder Rose’, ‘Hadley elatior’ (1927 erstmals als kletternde Edelrose gezüchtet), ‘Hermes’ und ‘Weiße Margo Koster’ gehen auf Victor Teschendorff zurück.
Nach seiner Tochter Eva ist die Rose ‘Eva Teschendorff’ und ihre kletternde Variante ‘Eva Teschendorff, Clbg.’ benannt.

## Ehrungen
Im Ostdeutschen Rosengarten Forst (Lausitz) wurde ein aus der Entstehungszeit erhalten gebliebener Teilbereich als „Teschendorffgarten“ nach Victor Teschendorff benannt. Die Deutsche Post widmete im Jahr 2013 diesem Teil der Rosenschau eine 45-Cent-Briefmarke.